# Brama św. Heleny
Brama św. Heleny (malt. Il-Bieb ta' Santa Liena, ang. St. Helen's Gate), znana też jako Porta dei Mortari – główna brama Santa Margherita Lines, wiodąca do Cospicua na Malcie. Została zbudowana w stylu barokowym w roku 1736, według projektu Charlesa François de Mondion, w czasie rządów Wielkiego Mistrza António Manoela de Vilheny.

## Historia
Budowa Santa Margherita Lines rozpoczęła się w roku 1638, lecz prace zostały wstrzymane w roku 1645, i wznowiono je dopiero w roku 1715. Brama św. Heleny została zbudowana w roku 1736 według projektu francuskiego architekta Charlesa François de Mondion. Brama znajduje się w centrum St. Helen Curtain, muru obronnego między Bastionem św. Heleny i Bastionem św. Jana Jałmużnika, i służy jako główna brama do miasta Cospicua.

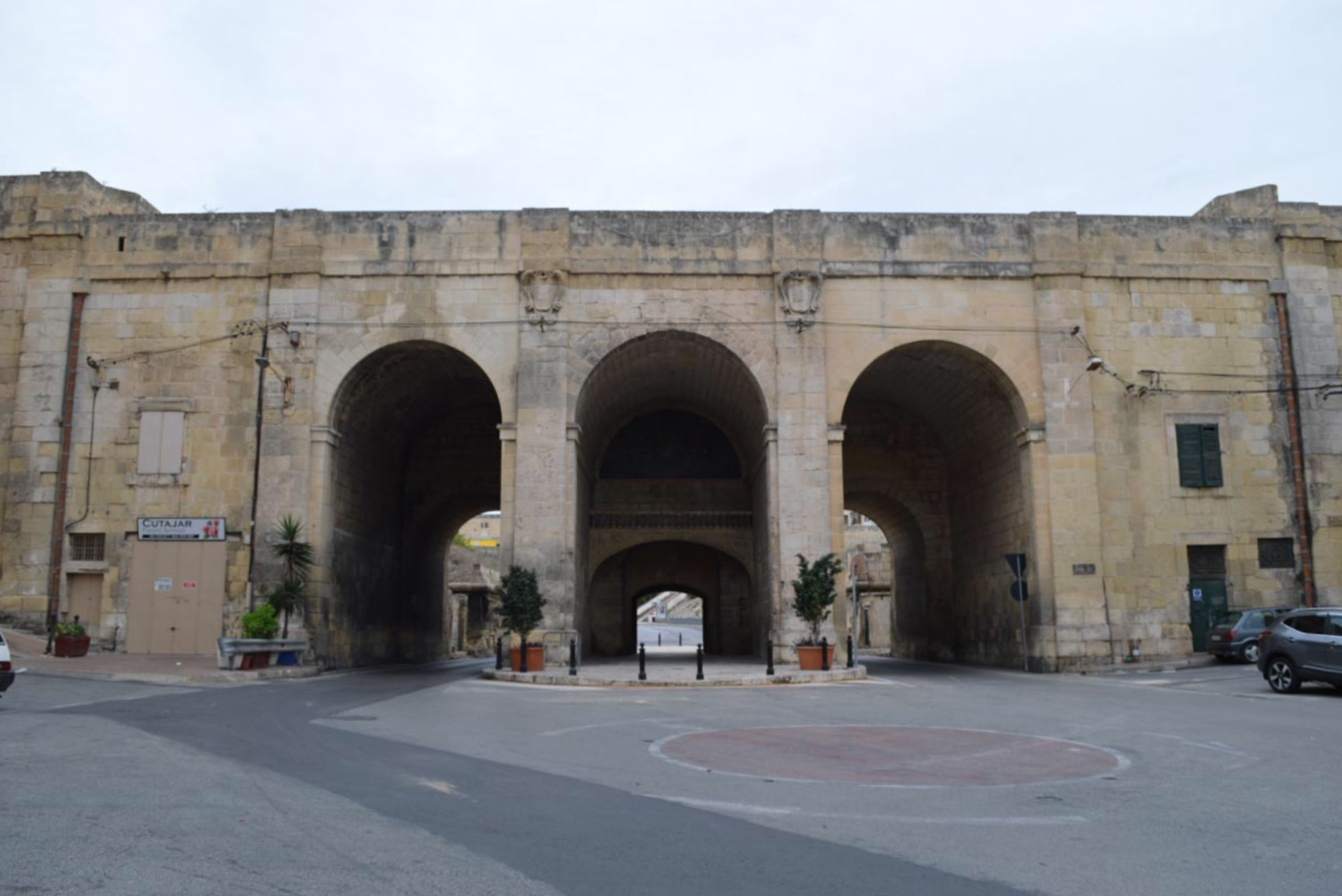
Brama widziana od tyłu

Brama posiadała pierwotnie most zwodzony à la Vauban, lecz na początku XIX wieku został on zastąpiony mechanizmem „łańcuch i wielokrążek”. Brama posiadała też kazamaty z dwoma pomieszczeniami dla wartowników strzegących bramy. W roku 1947, z polecenia ówczesnego ministra odbudowy Dom Mintoffa, pokoje dla straży zostały zburzone, aby zrobić miejsce dla dwóch nowych przejazdów, w związku z intensyfikacją ruchu pojazdów. Brama była oryginalnie ochraniana przez trójkątną lunetę oraz kleszcze, lecz te zostały zburzone w XIX wieku, aby zrobić miejsce dla nowej drogi.

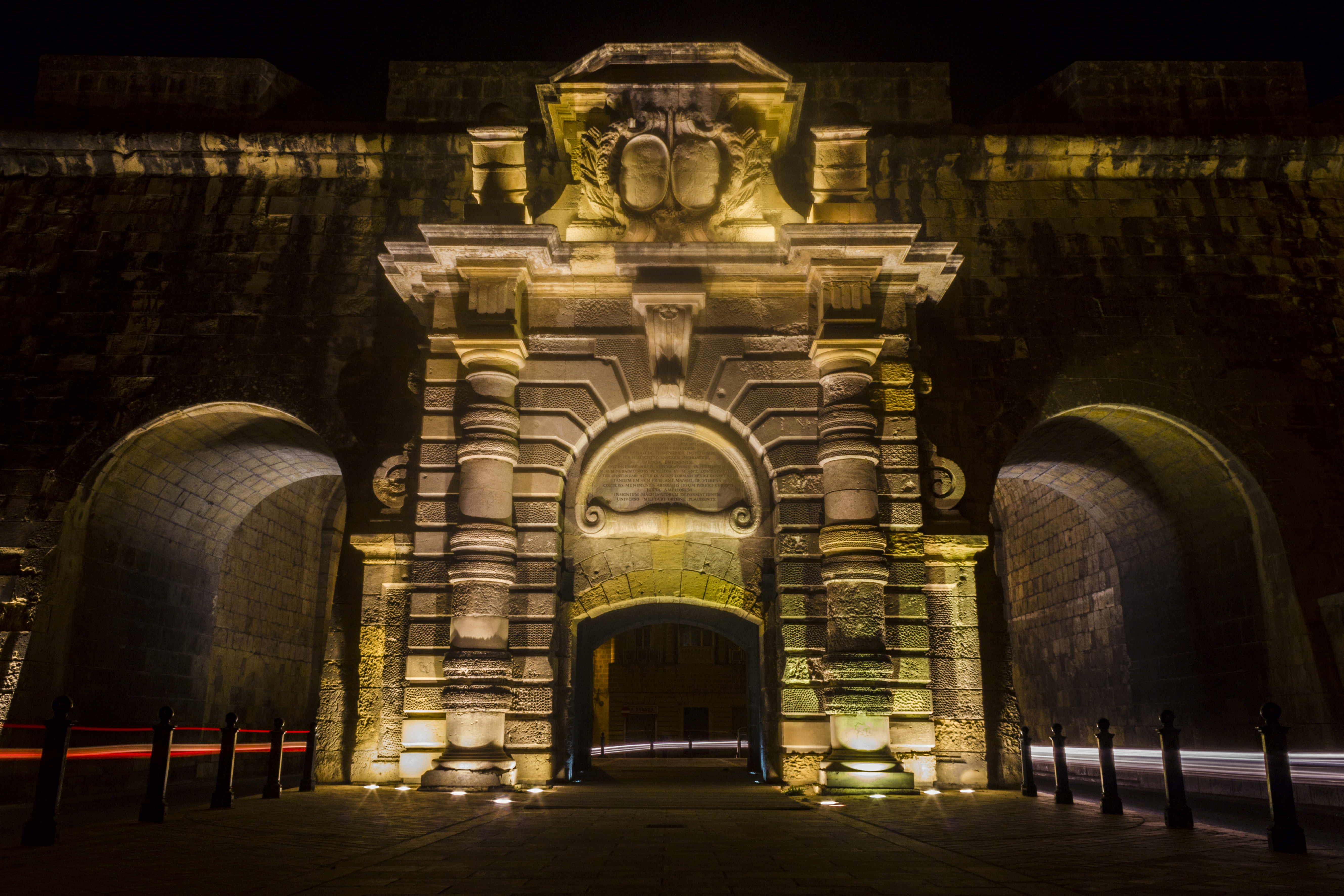
Brama w nocnej iluminacji

Brama była odnawiana w roku 1999 oraz 2004. Dokonano wtedy pewnych prac archeologicznych, odkrywając m.in. przyczółek mostu zwodzonego. Teren wokół bramy został później wybrukowany oraz zainstalowano oświetlenie.
Brama została wpisana na „Antiquities List of 1925”. Jest teraz uznana jako zabytek narodowy 1. klasy, jest również ujęta w National Inventory of the Cultural Property of the Maltese Islands.

## Architektura bramy
Brama św. Heleny posiada barokowy portal, jest uznawana za jedno z najładniejszych XVIII-wiecznych przejść zbudowanych przez Rycerzy Joannitów. Główna fasada portalu zbudowana jest z, naprzemiennie, gładkich i boniowanych segmentów kamiennych, posiada ozdobny zwornik oraz dwie półkolumny podtrzymujące gzyms. Nad każdą z kolumn stoi rzeźbiony z marmuru moździerz, co dało bramie jej drugą nazwę Porta dei Mortari (wł. mortar – moździerz). Centralnie pomiędzy moździerzami znajduje się fronton, zawierający dwie marmurowe tarcze herbowe, rozdzielone mieczem. Oryginalnie przedstawiały one herby Zakonu św. Jana oraz Wielkiego Mistrza António Manoela de Vilheny, lecz ich powierzchnie zostały zniszczone w roku 1798, podczas francuskiej okupacji Malty.
Łukowe wejście jest zwieńczone marmurową tablicą, zawierającą łacińską inskrypcję, dotyczącą budowy Santa Margherita Lines:

MUNIMENTUM HOC

AD MAJUS HORUM PORTUUM TUTAMEN

SECUNUUM GRAPHIDEM

A CARDINALI DE FLORENTIOLA INSTITUTUM

SUB M. MAGISTRO LASCARIS INCHOATUM

DEINDE EMERGENTE

COTONERI.E ARCIS  ÆDIFICATIONE INTERMISSUM

MM. MM. RAYMUNDUS PERELLOS, ET M. ANT ZONDADARIUS

ALTER CONTINUARI, ALTER IN ALIAM FORMAM REDIGI CONSUERUNT

TANDEM EM. M. M. FR. D. ANT. MANOEL DE VILHENA

COETERIS MUNIMENTIS ABSOLUTIS, IPSUM PERPICI CURAVIT

JUXTA AMPLIOREM

INSIGNIUM MACHINATORUM DEFORMATIONEM

UNIVERSO MILITARI ORDINE PLAUDENTE

ANNO MDCCXXXVI

(Ta forteca, zbudowana według projektu kardynała z Fiorenzuoli, dla większej obrony tych portów, za rządów Wielkiego Mistrza Lascarisa, została wstrzymana z powodu budowy linii obronnych Cottonera. Wielcy Mistrzowie Raymond Perellos oraz Marc'Antonio Zondadari postanowili odpowiednio postępować w celu odnowienia budowy. W końcu, Jego Eminencja Wielki Mistrz Brat Pan Antonio Manoel de Vilhena, w taki sam sposób, w jaki ukończył inne forty, zarządził, aby te konstrukcje obronne zostały wykonane według większego projektu przez bardziej wykwalifikowanych architektów, przy aprobacie całego Zakonu Rycerskiego w roku 1736.)

Architektonicznie, brama jest podobna do Bramy Głównej Fortu Manoel, zaprojektowanej przez Mondiona w roku 1726. Jest jedną z dwóch tylko bram na Malcie, które posiadają przedstawienia elementów artyleryjskich w naturalnej wielkości; drugą bramą jest Porte des Bombes, zbudowana w roku 1721.
W środku barokowej bramy znajduje się kopia obrazu Mattia Preti. 4 grudnia 2000 roku oryginalny obraz został zabrany przez Restoration Unit w celu odnowienia. Architektem odpowiedzialnym za projekt odnowienia bramy i jej sąsiedztwa był Herman Bonnici.